# برندن فلاورز
برندن ریچارد فلاورز (به انگلیسی: Brandon Richard Flowers) (زاده ۲۱ ژوئن ۱۹۸۱) خواننده، آهنگساز و ترانه‌سرای آمریکایی است که بیشتر به عنوان خواننده اصلی گروه راک کیلرز شناخته می‌شود. او در سال ۲۰۱۰ آلبومی انفرادی به نام «فلامینگو» منتشر کرد.